# Тороидальный многогранник

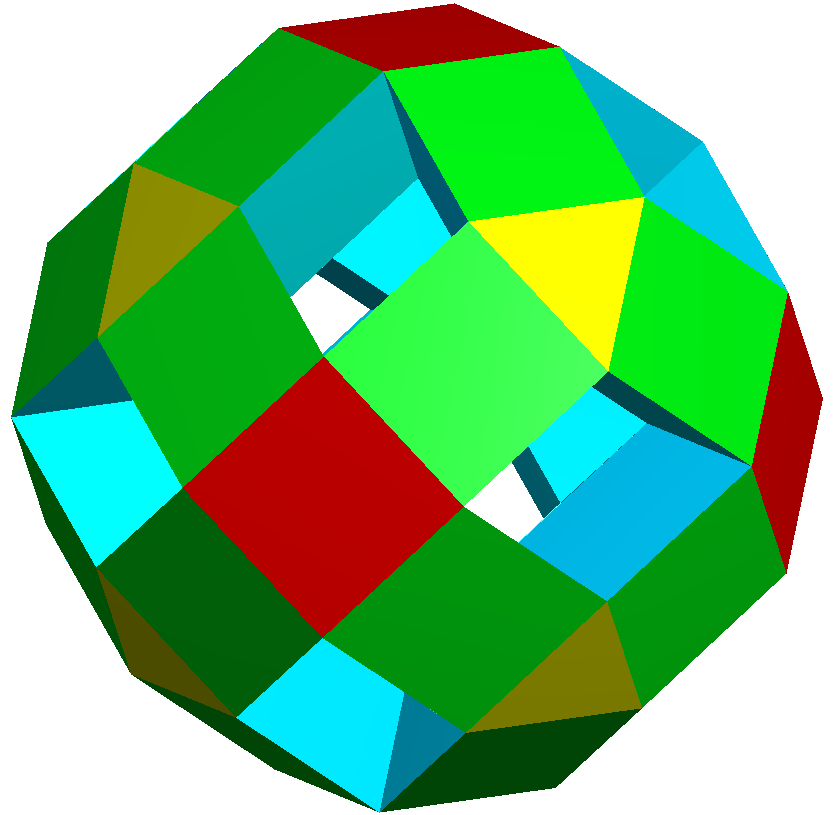
с удалёнными ромбовидными гранями как тороидальный многогранник рода 11. Все грани этого многогранники являются правильными многоугольниками.

Можно построить многоугольный тор для приближения к поверхности тора развёрткой с четырёхугольными гранями, как показано на этом примере.

Тороидальный многогранник — это многогранник, который является также тороидом (тор с g дырами), имеющий топологический род, g, равный 1 или выше.

## Варианты определения
Тороидальные многогранники определяются как набор многоугольников, которые имеют общие вершины и рёбра, образуя многообразие. То есть, каждое ребро должно быть общим в точности для двух многоугольников, вершинная фигура каждой вершины должна быть одним циклом из многоугольников, которым данная вершина принадлежит. Для тороидальных многогранников это многообразие будет ориентированной поверхностью. Некоторые авторы ограничивают понятие «тороидальный многогранник» до многогранников, топологически эквивалентных (рода 1) тору.
Здесь следует различать вложенные тороидальные многогранники, грани которых являются плоскими не пересекающими друг друга многоугольниками в трёхмерном евклидовом пространстве, от абстрактных многогранников, топологических поверхностей без определённой геометрической реализации. Серединой между этими двумя крайностями можно считать погружённые тороидальные многогранники, то есть многогранники, образованные многоугольниками или звёздчатыми многоугольниками в евклидовом пространстве, которым разрешено пересекать друг друга.
Во всех этих случаях тороидальная природа многогранников может быть проверена ориентированностью и эйлеровой характеристикой, которая для этих многогранников не положительна.

## Многогранники Часара и Силаши
|                     |                     |
| Многогранник Часара | Многогранник Силаши |

Два самых простых возможных вложенных тороидальных многогранника — это многогранники Часара и Силаши.
Многогранник Часара — это тороидальный многогранник с семью вершинами, 21 ребром и 14 треугольными гранями. Только этот многогранник и тетраэдр (из известных) обладают свойством, что любой отрезок, соединяющий вершины многогранника является ребром многогранника. Двойственным многогранником является многогранник Силаши, который имеет 7 шестиугольных граней, каждая пара которых смежна друг другу, обеспечивая половину теоремы о том, что максимальное значение цветов для раскраски карты на торе (рода 1) равно семи.
Многогранник Часара имеет наименьшее возможное число вершин, которое может иметь вложенный тороидальный многогранник, а многогранник Силаши имеет наименьшее возможное число граней.

## Тороиды Стюарта
|                           |                                       |                  |
| Шесть шестиугольных призм | Четыре квадратных купола 8 тетраэдров | Восемь октаэдров |

Специальная категория тороидальных многогранников строится исключительно с помощью правильных многоугольных граней без их пересечения с дополнительным ограничением, что смежные грани не лежат в одной плоскости. Эти многогранники называются тороидами Стюарта по имени профессора Бонни Стюарта, который исследовал их существование. Они аналогичны телам Джонсона в случае выпуклых многогранников, но, в отличие от них, существует бесконечно много тороидов Стюарта. Эти многогранники включают также торотоидальные дельтаэдры, многогранники, грани которых являются равносторонними треугольниками.
Ограниченный класс тороидов Стюарта, также определённых Стюартом, — это квазивыпуклые тороидальные многогранники. Это тороиды Стюарта, которые включают все рёбра их выпуклых оболочек. У этих многогранников каждая грань выпуклой оболочки либо лежит на поверхности тороида, либо является многоугольником, рёбра которого лежат на поверхности тороида.

## Погружённые многогранники
| Октагемиоктаэдр | Малый кубооктаэдр | Большой додекаэдр |

Многогранник, образованный системой пересекающихся многоугольников в пространстве — это многогранное погружение абстрактного топологического многообразия, образованного его многоугольниками и его системой рёбер и вершин.
Примеры включают октагемиоктаэдр (род 1), малый кубооктаэдр (род 3) и большой додекаэдр (род 4).

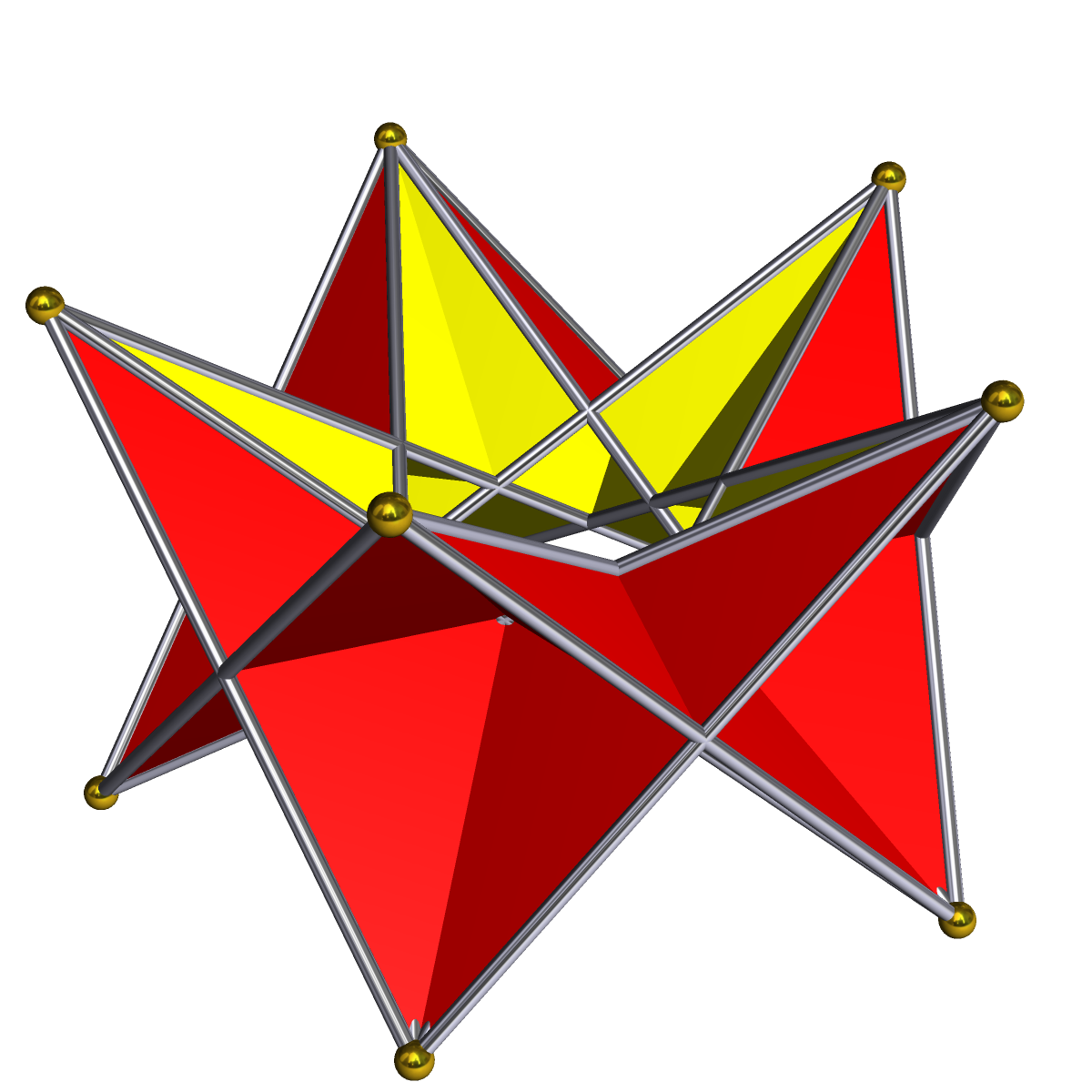
Пятиугольный стефаноид. Этот стефаноид имеет пятиугольную диэдральную симметрию и имеет те же самые вершины, что и однородная пятиугольная призма.

Корончатый многогранник (или стефаноид) — это тороидальный многогранник, который является благородным многогранником, будучи как изогональным (одинаковые типы вершин), так и изоэдральным (одинаковые грани). Корончатый многогранник является самопересекающимся и топологически самодвойственным.